# Berliner SG 1827 Eckbauer
Berliner SG 1827 Eckbauer – niemiecki klub szachowy z siedzibą w Berlinie, dwukrotny mistrz kraju.

## Historia
Klub został założony w 1827 roku przez dwunastu szachistów. W 1829 roku przyjął nazwę Schachgesellschaft, a dwa lata później uchwalono jego statut. W ramach działalności m.in. klub rozgrywał gry korespondencyjne. W XIX wieku członkami berlińskiego klubu byli m.in. Wilhelm Hanstein, Jean Dufresne (pierwszy mistrz klubowy), Max Lange, Emil Schallopp, Philipp Hirschfeld i Emanuel Lasker. W 1901 roku klub był współzałożycielem berlińskiego Allgemeine Schachbund. W 1928 zorganizowano turniej z okazji stulecia klubu, który wygrał Aron Nimzowitsch przed Jefimem Bogolubowem i Ksawerym Tartakowerem. W 1949 roku nastąpiła fuzja Berliner SG i SV Eckbauer i przyjęcie nazwy SG Eckbauer, później zmienioną na Belriner SG 1827 Eckbauer. W 1953 roku klub zdobył wicemistrzostwo Niemiec, przegrywając w finale 2½:5½ z Münchener SC 1836. W tym meczu w berlińskim zespole grali m.in. Heinz Lehmann i Alfred Kinzel. W latach 1957 i 1961 zespół zdobył mistrzostwo kraju.